# 13703 Romero
13703 Romero eller 1998 OR13 är en asteroid i huvudbältet som upptäcktes den 26 juli 1998 av den belgiske astronomen Eric W. Elst vid La Silla-observatoriet. Den är uppkallad efter Óscar Romero.
Den tillhör asteroidgruppen Massalia.